# Chaungwa
Chaungwa est un village située dans le canton de Mingin, dans le district de Kale, dans la région de Sagaing, dans l'ouest de la Birmanie. Il se trouve sur la rivière Chindwin, au nord de Kabyit.